# Si giáng trưởng
Si giáng trưởng (viết tắt là B♭) là một cung thứ có chất liệu sáng tác âm nhạc với cung chính là nốt Si giáng (B♭), bao gồm các nốt nhạc Si giáng (B♭), Đô (C), Rê (D), Mi giáng (E♭), Fa (F), Sol (G), La (A) và Si giáng (B♭). Bộ khóa của nó có hai dấu giáng.
Cung thể tương đương (relative key) với nó là cung Sol thứ và cung thể cùng bậc (parallel key) với nó là cung Si giáng thứ. Các sự thay đổi về giai điệu hay hoà âm trong các phiên bản khác nhau của cung này được viết lại khi cần thiết.
Vị trí âm giai Si giáng trên phím Dương cầm

## Tác phẩm cổ điển có sử dụng cung này
- Giao hưởng số 4 - Ludwig van Beethoven
- "Hammerklavier" Sonata - Ludwig van Beethoven
- Concerto cho piano số 2 - Johannes Brahms
- Giao hưởng số 5 - Anton Bruckner
- The theme of "Enigma" Variations - Edward Elgar
- Giao hưởng số 5, Op.100 - Sergei Prokofiev
- Giao hưởng số 5 - Franz Schubert

## Tác phẩm khác có sử dụng cung này
- The Star-Spangled Banner - Francis Scott Key
- The Internationale - Eugene Pottier
- 20th Century Fox Fanfare - Lionel Newman
- Star Wars Main Theme -John Williams
- All I Really Want - Alanis Morissette
- La Marseillaise - Claude Joseph Rouget de Lisle
- Ray of Light - Madonna
- Il Canto degli Italiani - Michele Novaro
- In The Ghetto - Elvis Presley
- One Love/People Get Ready - Bob Marley
- Karma Chameleon - Culture Club
- Bohemian Rhapsody - Queen (phần 'opera' ở giọng La trưởng)
- Mandy - Barry Manilow
- The Legend of Zelda Overture - Koji Kondo
- Strawberry Fields Forever - The Beatles
- Love Story - Francis Lai

## Bài hát Việt có sử dụng cung này
- Chiều hải cảng -
- Ngôi sao Hà Nội - Vĩnh Cát
- Hà Nội và tôi - Lê Vinh